# University of Mary Washington
Die University of Mary Washington (auch bekannt als UMW, Mary Washington oder Mary Wash; bis 2004: Mary Washington College) ist eine öffentliche Universität in Fredericksburg, Virginia. Die Hochschule wurde im Jahr 1906 gegründet.

## Geschichte

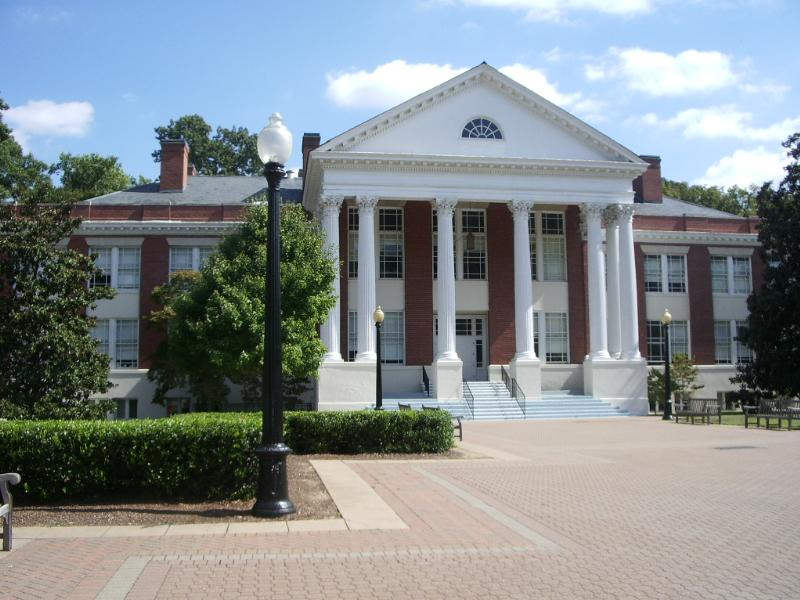
Die Monroe Hall wurde 1911 gebaut

Am 14. März 1908 unterzeichnete Claude A. Swanson,  Gouverneur des Bundesstaates Virginia, ein Gesetz für die Einrichtung einer Normalschule, die Normal and Industrial School for Women. 1938 wurde die Hochschule umbenannt in "Mary Washington College". Mary Ball Washington war die zweite Frau von Augustine Washington und die Mutter von George Washington.
1944 begann ein Verbund zwischen der Hochschule und der renommierten, damals nur Männern offenstehenden University of Virginia in Charlottesville. Das Mary Washington College diente dabei als "Frauencollege" für die University of Virginia, bis die sich 1972 auch für weibliche Studenten öffnete. Das Mary Washington College hatte bereits 1970 auch Männer zugelassen (Koedukation).
Mitte der 1960er Jahre war die Rassentrennung an der Hochschule abgeschafft worden.

## Infrastruktur
Die Alvey Hall, benannt nach Edward Alvey jr., Vorsitzender der Fakultät von 1936 bis 1971, ist gemeinsam mit der Arrington Hall das neuste Gebäude am Campus. Sie wird von Studenten genutzt, die sich im ersten Jahr an dieser Schule befinden. Beide Gebäude wurden 1993 fertiggestellt.
Weitere von Studenten genutzte Halls, die sich im ersten Jahr an dieser Schule befinden, sind:
- die Jefferson Hall
- die Russell Hall
- die Virginia Hall (nur für Frauen)

## Kultur
Die Ridderhof Martin Gallery, ist ein Museum auf dem Universitätsgelände. Hier werden neben den etwa 5000 dauerhaften Kunstobjekten, jedes Jahr Ausstellungen organisiert, mit Ausstellungsstücken aus anderen Museen der Vereinigten Staaten. Das Museum ist der Öffentlichkeit zugänglich.

## Leistungssport

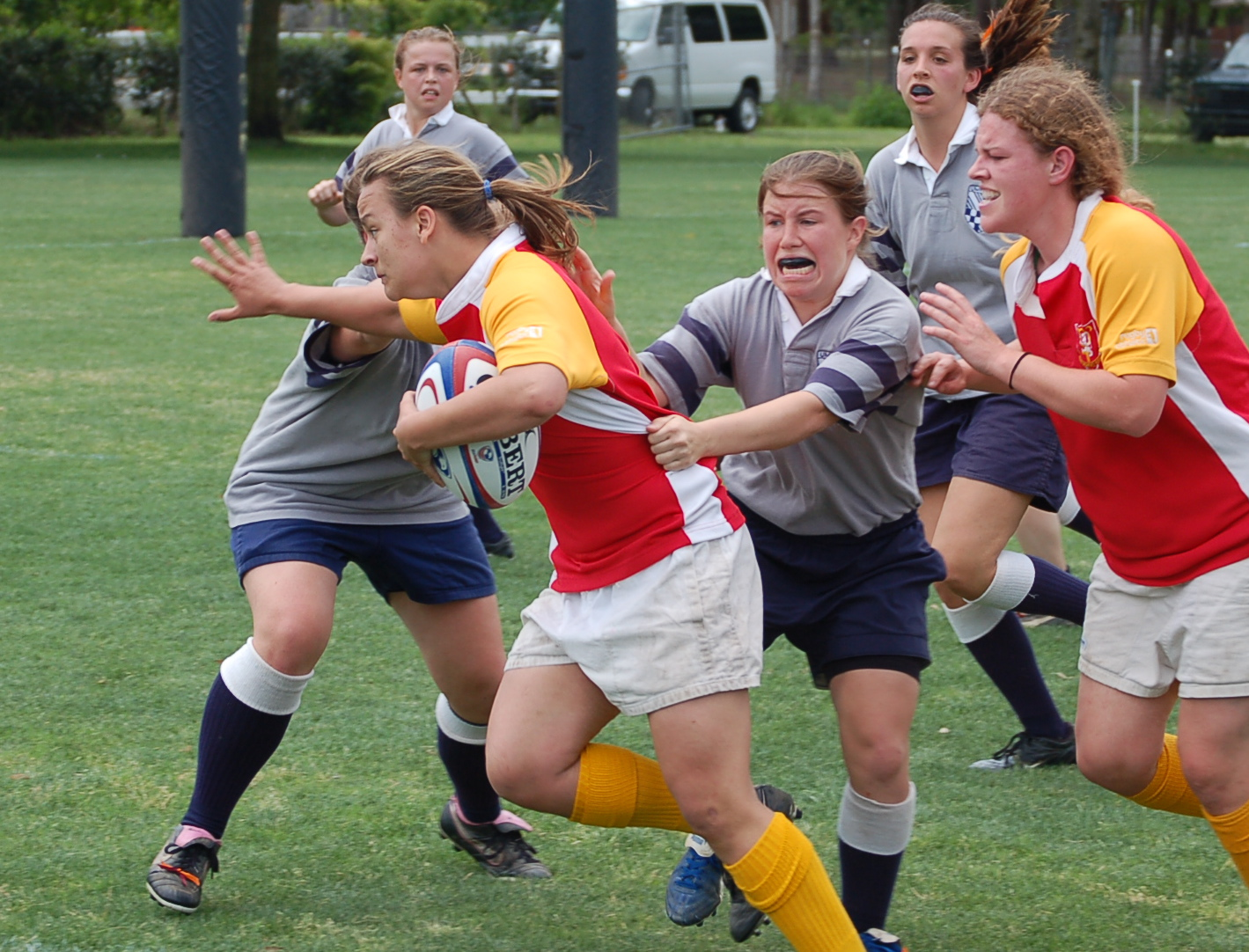
Die Frauenrugbymannschaft im Spiel gegen die Mannschaft der Iowa State University

Wie an US-Universitäten verbreitet, werden an der University of Mary Washington neben dem studentischen Breitensport auch hochqualifizierte studentische Hochschulmannschaften gefördert. Die Universität spielt in der Capital Athletic Conference der National Collegiate Athletic Association. Das Sportteam der UWM wird Eagles genannt.
Es wird an der Universität unter anderem  Basketball, Lacrosse, Rudern, Fußball, Schwimmen und Tennis angeboten.

## Persönlichkeiten
- Karen Olsen Beck, Ehemalige First Lady von Costa Rica
- Marion Blakey, Ehemalige Behördenleiterin der Federal Aviation Administration (2002–2007)
- Jean Donovan, Katholischer Märtyrer in El Salvador
- Shin Fujiyama, Mitbegründer von Students Helping Honduras
- Thomas Johnson, Musiker
- Judy Muller, Journalistin (Korrespondentin für ABC und CBS)
- Nan Grogan Orrock, Mitglied des Repräsentantenhauses von Georgia
- Toddy Puller, Politiker
- Desiree Marie Velez, Schauspielerin (bekannt aus Matlock)
- Christopher Williams, Politologe
- Eugene Williams, Jr., Schriftsteller
- Judge Reinhold, Schauspieler
- Maggie Stiefvater, Autorin